# Saint-Vaize
Saint-Vaize är en kommun i departementet Charente-Maritime i regionen Nouvelle-Aquitaine i västra Frankrike. Kommunen ligger  i kantonen Saintes-Nord som ligger i arrondissementet Saintes. År 2022 hade Saint-Vaize 628 invånare.

## Befolkningsutveckling
Antalet invånare i kommunen Saint-Vaize
Referens:INSEE